# Вилис Лем
Вилис Јуџин Лем млађи (енгл. Willis Eugene Lamb Jr., 12. јул 1913. — 15. мај 2008) био је амерички физичар који је 1955. године освојио Нобелову награду за физику „за открића у вези са фином структуром спектра водоника”.